# Polizia militare dell'Ucraina
La Polizia militare dell'Ucraina, ufficialmente Servizio militare di legge e ordine delle Forze armate ucraine (in ucraino Військова служба правопорядку у Збройних Силах України?, Vijs'kova služba pravoporjadku u Zbrojnych Sylach Ukraїny, acronimo ВСП, VSP) è il ramo delle Forze armate ucraine che svolte i compiti di polizia militare.

## Storia
La Polizia militare dell'Ucraina è stata istituita il 19 aprile 2002, quando fu emesso il primo ordine per la formazione delle sue divisioni strutturali.
Fra il 2003 e il 2005 membri della polizia militare sono stati assegnati ai quattro contigenti ucraini schierati nel governatorato di Wasit, in Iraq, nell'ambito della partecipazione dell'Ucraina alla missione di mantenimento della pace nel paese.

## Struttura
Al 2023 la Polizia militare dell'Ucraina è organizzata come segue:
- Quartier generale del Servizio di legge e ordine (Kiev, unità militare A0880)[3]
  - 93º Battaglione di polizia militare (Kiev, unità militare A2424)
  -  138º Centro operazioni speciali "Principe Vladimir Svjatoslavič" (Vasyl'kiv, unità militare A0952)[4]
  -  307º Battaglione disciplinare (Kiev, unità militare A0488)
  -  25º Centro addestramento (Leopoli, unità militare A1666)
- Amministrazione centrale (Kiev, unità militare A2100)
  - Dipartimento zonale di Bila Cerkva
  - Dipartimento zonale di Žytomyr
    - Ufficio zonale di Novohrad-Volyns'kyj

  - Dipartimento zonale di Poltava
  - Dipartimento zonale di Sumy
  - Dipartimento zonale di Čerkasy
    - Ufficio zonale di Uman'

  - Dipartimento zonale di Černihiv
    - Ufficio zonale di Desna
    - Ufficio zonale di Hončarivs'ke
- Amministrazione occidentale (Leopoli, unità militare A0583)
  - 3º Dipartimento speciale (Leopoli, unità militare A2736)
  - Dipartimento zonale di Rivne
  - Dipartimento zonale di Luc'k
  - Dipartimento zonale di Ternopil'
    - Ufficio zonale di Ivano-Frankivs'k

  - Dipartimento zonale di Užhorod
    - Ufficio zonale di Mukačevo

  - Dipartimento zonale di Chmel'nyc'kyj
  - Dipartimento zonale di Černivci
  - Ufficio zonale di Javoriv
- Amministrazione meridionale (Odessa, unità militare A1495)
  - 5º Dipartimento speciale (Vinnycja, unità militare A7178)
  - Dipartimento zonale di Vinnycja
    - Ufficio zonale di Hajsyn

  - Dipartimento zonale di Mykolaïv
    - Ufficio zonale di Očakiv

  - Dipartimento zonale di Cherson
    - Ufficio zonale di Skadovs'k
    - Ufficio zonale di Čaplynka
    - Ufficio zonale di Heničes'k
    - Ufficio zonale di Nova Kachovka

  - Dipartimento zonale di Kropyvnyc'kyj
  - Ufficio zonale di Podil's'k
  - Ufficio zonale di Bilhorod-Dnistrovs'kyj
  - Ufficio zonale di Izmaïl
- Amministrazione orientale (Dnipro, unità militare A2256)
  - 2º Dipartimento speciale "Sarmat" (Zaporižžja, unità militare A2176)
  - Dipartimento zonale di Donec'k
  - Dipartimento zonale di Zaporižžja
  - Dipartimento zonale di Luhans'k
  - Dipartimento zonale di Charkiv
    - Ufficio zonale di Čuhuïv

  - Ufficio zonale di Kryvyj Rih
  - Ufficio zonale di Čerkas'ke

## Comandanti
- Maggior generale Jurij Šapoval (2002 - 2003)
- Maggior generale Serhij Hljebov (2003 - 2007)
- Tenente generale Fedir Makavčuk (2007 - 2013)
- Maggior generale Oleksandr Dubljan (2013 - 2015)
- Tenente generale Ihor Kryštun (2013 - 2021)
- Maggior generale Volodymyr Hucol (2022 - luglio 2024)
- Brigadier generale Vitalij Levčenko (luglio 2024 - in carica)